# Pieter Zandt
Pieter Zandt (Stedum, 6 maart 1880 - Delft, 4 maart 1961) was een Nederlands politicus en predikant. Hij is vooral bekend geworden doordat hij van 15 september 1925 tot 4 maart 1961 in de Tweede Kamer zat voor de Staatkundig Gereformeerde Partij (SGP).

## Levensloop
Zandt werd op 6 maart 1880 in het Groningse dorp Stedum geboren. Hij studeerde theologie aan de universiteit van Utrecht. In die tijd stond hij onder invloed van de moderne theologie. Ook werd hij geboeid door de werken van de Duitse filosoof Hegel.Twee jaar later rondde Zandt zijn studie af en werd predikant in Kamperveen. In 1909 vertrok hij naar Loon op Zand. In 1910 volgde IJsselmuiden-Grafhorst, in 1915 Ede. Begin 1919 ontvangt Zandt een beroep naar Delft waar hij gehoor aan geeft. In 1925 deed ds. Zandt voor de Staatkundig Gereformeerde Partij zijn intrede in de Tweede Kamer waardoor een einde kwam aan zijn ambtsbediening in Delft. Wel bleef ds. Zandt in Delft wonen. In de Delftse hervormde gemeente voltrok zich hierna een richtingenstrijd waarbij de confessionele en ethische richting een meerderheid behaalden in de kerkelijke besturen. Onder leiding van ds. Zandt werden er een tijdlang afzonderlijke diensten belegd aan het Achterom (Gebouw Philalethes = waarheidsvriend), wanneer in de diensten van de Hervormde gemeente geen "zuivere" prediking te beluisteren was. Aan het einde van de Tweede Wereldoorlog werd er een regeling getroffen waardoor verbeterde omstandigheden optraden voor de hervormd-gereformeerde richting.

## Politieke activiteiten
Hij was een orthodox-hervormd predikant en voor de SGP jarenlang een opvallende figuur in de Tweede Kamer. Als zodanig wees hij voortdurend op het protestantse karakter van de Nederlandse natie waar de vaderen hun goed en bloed voor gegeven hebben. Zandt vervulde tegelijkertijd ook andere politieke functies. Zo was hij eveneens van 6 september 1927 tot aan zijn overlijden (behalve tijdens de Tweede Wereldoorlog) gemeenteraadslid in Delft. En verder was hij lid van de Provinciale Staten van de provincie Zuid-Holland en wel van 7 juli 1931 tot eveneens aan zijn dood. In 1946 werd hij lid van de politieke commissie van het Nationaal Comité Handhaving Rijkseenheid tegen de onafhankelijkheid van Indonesië.

## Standplaatsen als predikant
Zandt is in de volgende gemeenten van de Nederlandse Hervormde Kerk predikant geweest:
- Kamperveen: 1906-1909
- Loon op Zand: 1909-1910
- IJsselmuiden-Grafhorst: 1910-1915
- Ede: 1915-1919
- Delft: 1919-1925

## Persoonlijk
In 1906 was hij getrouwd met Jantienne Gerharda Helène Pruissen; hun huwelijk bleef kinderloos. Pieter Zandt overleed twee dagen voor zijn 81ste verjaardag.

## Onderscheidingen
- Ridder in de Orde van de Nederlandse Leeuw (30 augustus 1933)
- Commandeur in de Orde van Oranje-Nassau (20 september 1960)

## Vernoeming
De reformatorische Pieter Zandt Scholengemeenschap met vestigingen in Kampen, Staphorst, Urk en IJsselmuiden is naar hem vernoemd.